# 瑙沙罗费洛兹县

瑙沙罗费洛兹县

瑙沙罗费洛兹县(信德语: نوشهرو فیروز), (乌尔都语: ضلع نوشهرو فیروز)，巴基斯坦信德省的一个县，位于该省中部，与达杜县、凯尔布尔县等县相邻。总人口1,087,571(1998年)，17.32%居住于市区。行政中心位于瑙沙罗费洛兹市。

## 行政区划
瑙沙罗费洛兹县分为5个乡。